# BET Her
BET Her (anteriormente BET on Jazz, BET Jazz, BET J e Centric) é um canal spin-off do BET, criado originalmente para músicas relacionadas ao Jazz, especialmente músicos de jazz negros. Agora é um canal voltado para adultos afro-americanos.